# Dicranomyia (Caenolimonia) translucida translucida
Dicranomyia (Caenolimonia) translucida translucida is een ondersoort van de tweevleugelige Dicranomyia (Caenolimonia) translucida uit de familie steltmuggen (Limoniidae). De ondersoort komt voor in het Neotropisch gebied.